# Santo Antônio (Aracaju)
Santo Antônio é um bairro da Zona Norte de Aracaju. Limita-se, ao norte, com a Cidade Nova, a leste, com o bairro Industrial, a oeste, com a Palestina e o Dezoito do Forte, e, ao sul, com o Centro e o Getúlio Vargas.

## Povoamento e Urbanização
A aldeia de Santo Antônio de Aracaju era registrada em fontes históricas do século XVII, quando um indígena denominado João Mulato organizou o aldeamento na área que na época pertencia à freguesia de Nossa Senhora do Perpétuo Socorro do Tomar do Cotinguiba, atual Nossa Senhora do Socorro. A partir do início do século XIX alguns órgãos públicos são transferidos para a colina, o primeiro passo para a mudança da capital que na época era São Cristóvão, fato que aconteceu em 1855.  

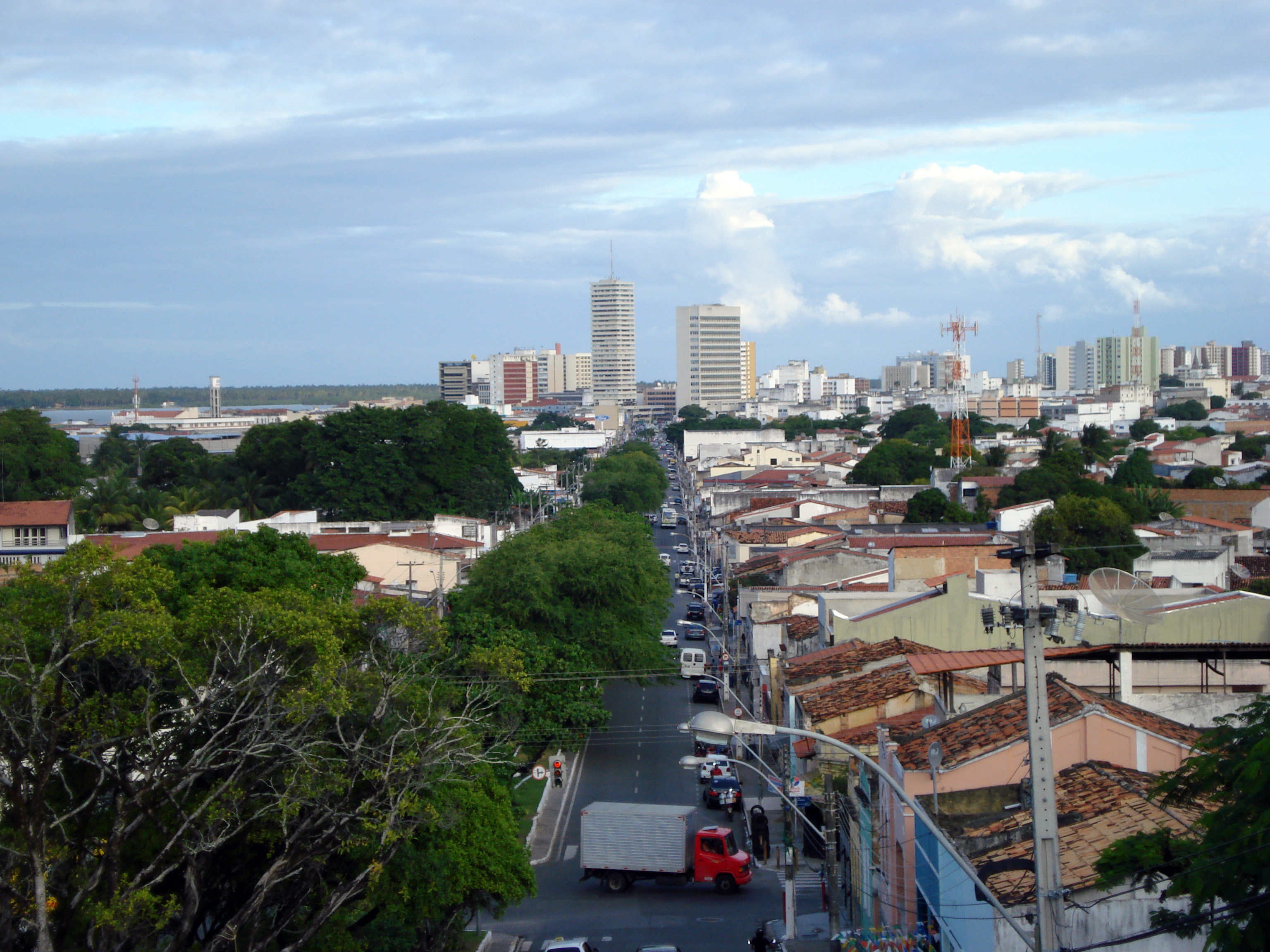
Avenida João Ribeiro, Santo Antônio, Aracaju-SE

Porém, ao contrário do que muitas pessoas pensam, a cidade não “desceu o morro” espontaneamente. Provisoriamente foi implantada na colina uma mesa de rendas e a sede provisória até que o projeto da nova capital fosse implantado, isso se deu no ano seguinte com o famoso Quadrado de Sebastião José Basílio Pirro edificando o atual Centro. Dessa forma, o Santo Antônio permaneceu em certo isolamento até o final do século XIX quando é aberta a “Estrada Nova”, atual Avenida João Ribeiro. Na década de 1910 são implantados melhoramentos como a chegada de energia elétrica, serviço de água e esgoto e bondes puxados por burros. A partir da década de 1920 é implementada a linha de bonde elétrico, a famosa ‘’linha 2” cujo sinal era uma luz verde, ligando o Santo Antônio ao Centro e São José. No bairro construiu-se também o primeiro cemitério público da nova capital e a maternidade, ambos denominados de Santa Izabel.  Diversos casarões e sobrados foram erguidos na área da colina, próximo à igreja do Santo Antônio, enquanto que as casas mais simples  foram construídas na parte baixa.
Com a expansão de Aracaju em direção à zona sul, sobretudo a partir da década de 1960, o Santo Antônio começa a dar sinais de estagnação, passando a ser ocupado por pessoas de baixa renda, exceto nos arredores da colina, onde ainda hoje encontramos sobrados e alguns casarões reformados e modernizados pertencentes a pessoas de alta renda. Outra característica atual do bairro é a alta concentração de idosos, dando um ar bucólico na maior parte de suas ruas.
Por ser uma das áreas mais elevadas de Aracaju diversas emissoras de comunicação estão sediadas no Santo Antônio, a exemplo do Sistema Atalaia, Rede Jornal de Comunicação, Rede Fan FM, Rádio Jovem Pan Aracaju.

## Cultura
Festividades da Mudança da Capital: ocorre no dia 17 de março, onde é celebrada missa na Igreja de Santo Antônio e ocorrem alguns eventos alusivos à data na praça e no mirante defronte à igreja.

Dia de Santo Antônio: 13 de junho, celebração eucarística.

Rua de São João : Tradicional espaço de cultura popular dedicado às Festas Juninas dotado de um forródromo com apresentação de Quadrilha (dança) e Forró pé-de-serra. Com o desinteresse dos mais jovens pelas tradições, preferindo o chamado forró estilizado ou forró elétrico e surgimento de novos eventos na época junina como o Forró Siri e o Forró Caju, a rua de São João perdeu sensivelmente o público de outrora, sendo até desconhecida pelas novas gerações.
Lembrando que, a rua de São João assim chamada pelos populares, não está situada no bairro Santo Antonio, ela "rua" está localizada no bairro Industrial, mas por ficar próximo a avenida João Ribeiro, que divide os bairros Industrial e Santo Antonio, as pessoas acabaram acostumando-se a associar o espaço dedicado a eventos tradicionais ao bairro Santo Antonio. Assim como o hospital São Jose também esta localizado no bairro Industrial, mas por estar na divisa entre os dois bairros, todos acabaram acostumando em dizer que está localizado no bairro Santo Antonio.

## Principais Logradouros
- Avenida João Ribeiro.
- Avenida Simeão Sobral.
- Avenida Gentil Tavares.
- Avenida Visconde de Maracaju.
- Avenida Aírton Teles.
- Rua Cláudio Batista.
- Rua Japaratuba.